# Royal Downfall
Royal Downfall är ett svenskt indierockband som bildades i Umeå i september 2002. Bandet har släppt två album. Det senaste albumet, These Means Have No End, gavs ut i december 2007 på bandets eget skivbolag, Luftslott.
Medlemmar från Royal Downfall spelar även i band som Totalt Jävla Mörker och Knugen Faller.

## Medlemmar
- Fredrik Lindkvist – gitarr
- Robert Tenevall – sång, gitarr
- Johan Philipsson – basgitarr
- Janne Olofsson – trummor

## Diskografi
Studioalbum
- 8-16 (2003)
- These Means Have No End (2007)
- Interment (2015)